# 이재윤 (1858년)
이재윤(李載潤, 1858년 ~ 1906년?)은 조선후기의 무신이다.

## 생애
조선후기의 무신으로 본관은 전주, 휘는 재윤(載潤), 자는 치덕(致德)이다. 덕흥대원군의 12대손이며, 종실 응천군 이돈(凝川君 李潡)의 9대손이고, 충정공 이홍술(李弘述)의 7대손이다. 현감(縣監) 이병식(李秉植)의 손자이며, 이주(李燽)의 아들이다.
부인은 현령 남양인(南陽人) 홍종태(洪鍾泰)의 딸로 정부인 남양홍씨(貞夫人 南陽洪氏)이다.
주의 아들로 1858년 12월 19일 탄생하였다. 무과(武科)에 급제하여 감목관(監牧官)에 제수되었다. 1866년(고종 3) 통정대부(通政大夫)에 가자되고, 부호군(副護軍)에 제수되었다. 1867년(고종 4) 오위장(五衛將)으로 승진되고, 이해 11월 13일 분오위장에 제수되고, 이해 11월 23일 정식에 따라 감하하였다.
1868년(고종 5) 다시 오위장으로 제수되었다. 1889년(고종 26) 부호군에 단부되고, 1892년(고종 29) 감관인으로 있었는데 수령으로 제수하라 하여 이해 10월 20일 벽동군수(碧潼郡守)에 제수되었다.
제1연대 제1대대부 육군보병부위에 제수되고, 1902년(광무 6) 임시혼성여단 보병 제1연대 제1대대부에 겸보하게 하여 진위 제1연대 제1대대 소대장(小隊長)이 되고, 이해 8월 19일 아마(兒馬) 1필을 사급(賜給)받았으며, 이해 11월 9일 내하 의자 1차를 사급받았다.
1903년(광무 7) 아마(兒馬) 1필을 사급(賜給)받았고, 이해 윤5월 3일 진위 제1연대 제1대대부 육군보병부위의 본직을 면직하고, 진위 제2연대 제3대대부에 보하였다. 이해 11월 16일 국장도감 별간역(國葬都監別看役)에 차하되었다.
1904년(광무 8) 수령에 조용하라하였고, 진위 제6연대 제2대대부(鎭衛第六聯隊第二大隊附) 육군보병부위(陸軍步兵副尉)에 제수되었다.
1905년(광무 9) 휴직(休職)을 명하였다. 1906년(광무 10) 전선사 제조(典膳司提調) 이용태(李容泰)가 아뢰어 이번 가례 때 감동(監董)에 차하되고, 다시 가례도감 도제조 민영규(閔泳奎)가 아뢰어 별감동(別監董)에 차하되었다.
1906년(광무 10) 가선대부(嘉善大夫)에 가자되었다. 육군부위(陸軍副尉)를 지내고, 별세하였다.

## 가족관계
- 조부 : 이병식(李秉植)
- 아버지 : 이주(李燽)
- 부인 : 정부인 남양홍씨(貞夫人 南陽洪氏, 1858년-1923년), 현령 남양인(南陽人) 홍종태(洪鍾泰)의 딸.